# الذراع الاشيم (كعيدنة)

تعديل مصدري - تعديل

الذراع الاشيم هي إحدى قرى عزلة الثلث بمديرية كعيدنة التابعة لمحافظة حجة، بلغ تعداد سكانها 256 نسمة حسب تعداد اليمن لعام 2004.